# 邦德宮
邦德宮（瑞典語：Bondeska palatset）是位於瑞典斯德哥爾摩老城區的一座宮殿，它位於貴族之家和辦公室大樓之間，被視為瑞典帝國時代（1611年至1718年）最著名的建築。
該建築最初由尼科德姆斯·特辛父子和讓·德拉瓦萊於1662年至1667年設計，作為高級財務大臣古斯塔夫·邦德的私人住所，至今建築仍以他的名字命名。自18世紀以來，邦德宮曾作為斯德哥爾摩法院的所在地，自1949年起成為瑞典最高法院的所在地。

## 歷史

### 前身

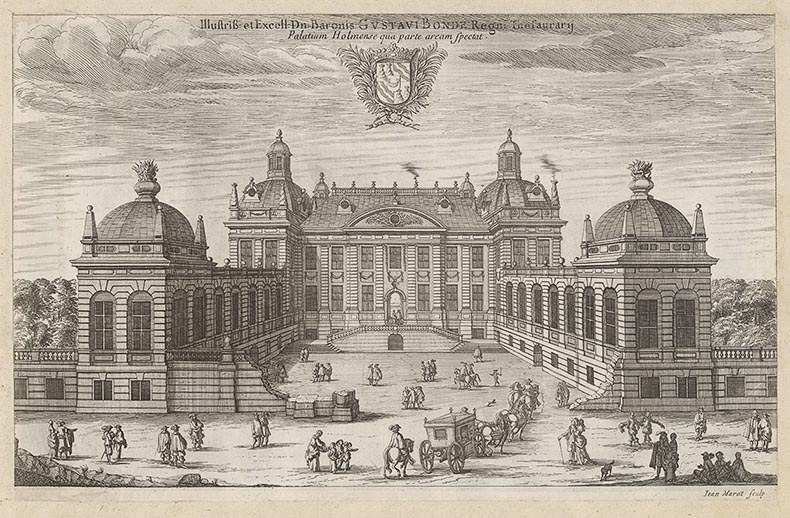
1670年代的邦德宮。

17世紀初，騎士之家廣場北側的建築背景可以追溯到斯德哥爾摩的首次城市規劃，由於1625年的大火摧毀了斯德哥爾摩島的西南部分，但西北部分倖免於難。隨後，人們決定將主要街道直線延伸到北部，直至現在的騎士之家廣場。除了西長街西北方的一個小區域外，其餘的建築都被拆除，並分割成大型矩形街區。
1626年，斯德哥爾摩城市規劃制定了最初的規劃圖，展示了該地區的建築計劃。這個規劃可能是由防禦工程師海因里希·托梅起草，早於克拉斯·弗萊明在1637年開始對諾爾馬爾進行的首次規劃十年。這個規劃的結果在1718年的一張基礎地圖上可見（沒有建築物），形成了城市的第一條寬闊大街，
其中在騎士之家廣場北側則建立了兩個地塊，分別用於興建貴族之家（建於1641年至1674年）與邦德宮（建於1662年至1673年）。

### 落成
邦德宮最初由西蒙·德拉瓦萊和尼科德姆斯·特辛父子設計，建築採用了巴洛克建筑和文藝復興建築風格作為基礎，並擁有「H」字型的平面布局。其中，宮殿的南翼兩側圍繞著主庭院，而北翼則圍繞著一個小型巴洛克花園。中央建築高聳著一個陡屋頂，並由角樓的圓頂環繞，立面上飾有愛奧尼亞柱式壁柱、花綵和羅馬皇帝的肖像。

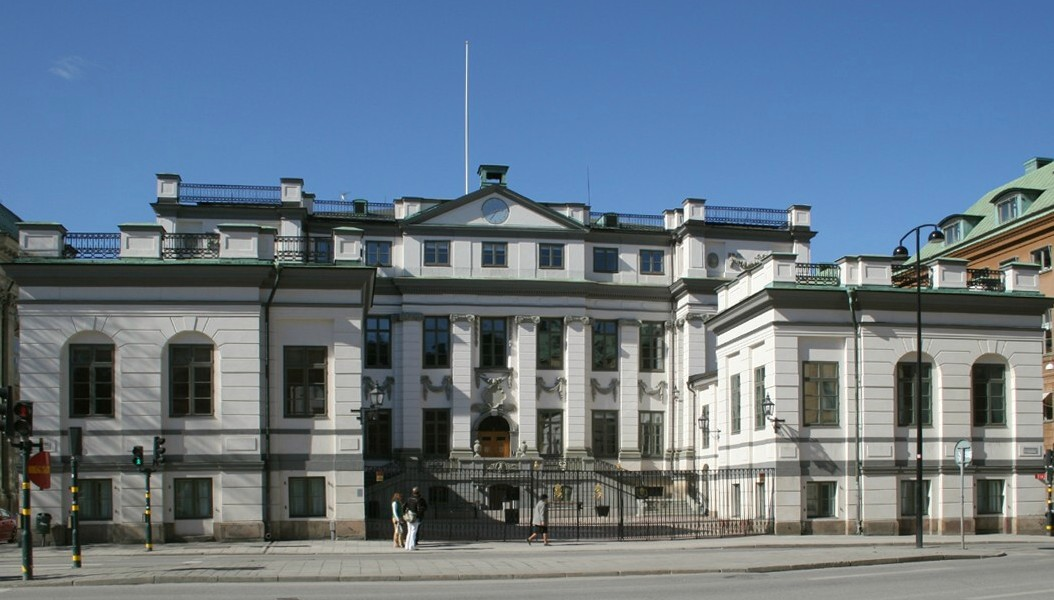
2007年的邦德宮。

然而，由於古斯塔夫·邦德的族在1680年的土地減租運動中遭受重大財政損失，這使得他們的財力大幅削弱。因此，在1697年三王冠宮遭受毀壞性火災後，瑞典皇家圖書館和瑞典的斯韋雅上訴法院被安置在邦德宮殿辦公。原本華麗的屋頂在1710年的火災中遭到毀損，但北翼上的原始圓頂卻保持完好。
1730年，市政府購買了邦德宮，並將市政廳從大廣場遷至此處，從而結束了宮殿作為私人住宅的歷史。1753年另一次火災後的重建工程，使得邦德宮的現在形狀大致完成。這次重建由約翰·埃貝哈德·卡爾伯格負責設計，按照原始計劃興建了南翼，增加了一層新的頂樓並安裝現代化的低坡屋頂。宮殿內部至今仍保留著18世紀中期的風格。
作為市政廳以來，邦德宮曾見證了瑞典法律史上的多起重大事件。其中包括1792年雅各布·約翰·安卡斯特倫遭到公開鞭刑懲罰以及1810年政治家漢斯·亞克塞爾·馮·菲爾遜被暴徒謀殺的事件。
1870年代修建的瓦薩橋，將邦德宮與貴族之家相連，僅管曾有建議將狹窄的貴族之家小巷的寬度調整為新橋的寬度。並實際著待在土地上的宮殿將被拆除，然而這些計劃從未被實施，而是將其中一條道路迂迴繞過仍然完好無損的宮殿。

### 近代
19世紀末期，由於邦德宮逐漸無法滿足法院的需求，因此在1915年在国王岛建造了新的法院大樓。宮殿轉而用於各種市政辦公室，但這也導致了宮殿的逐漸衰敗。在1920年，有人提出拆除邦德宮殿的建議，然而在1925年宮殿進行了修復工作，並恢復了原來的白色立面。
1948年，邦德宮由市政府移交給國家管理。並交由建築師伊瓦爾·滕博姆領導全面修復工作，該項修復包括加固地基、更換窗戶以及利用內部光井進行設置，使這座建築恢復了其現在的古典外觀；然而由卡爾·馬姆斯坦設計的內部規劃，使建築物的部分房間呈現著1940年代的風格。
1986年和2003-2004年的其他修復工作，則注重將建築的起源追溯到17世紀和18世紀，並盡可能使用原始材料和工藝修改，同時將最高法院的辦公室適應現代的無障礙和安全要求。當前，該建築現在被歸類具有國家利益的歷史紀念物，由瑞典國家財產局管理和維護。同時也收藏了來自瑞典國立博物館的各種藝術珍品。一些藝術品屬於皇家內閣。

## 外部連結
- Supreme Court of Sweden （英語）
- National Property Board （英語）

59°19′34″N 18°03′59″E / 59.32611°N 18.06639°E